# 489 (số)
489 (bốn trăm tám mươi chín) là một số tự nhiên ngay sau 488 và ngay trước 490.